# Liste der geschützten Ensembles in Meran
Die Liste der geschützten Ensembles in Meran zeigt die 41 in der Gemeinde Meran (italienisch Merano), Südtirol, geschützten Ensembles mit deren 211 Einzelobjekten.

## Liste
Die Spalten der Tabelle sind selbsterklärend. Die Tabelle ist teilweise sortierbar.
| Bild           | Nr      | Name                                                                                            | Adresse                                                                    | Baujahr                 | Projektant                           | Andere Bezeichnungen / Weitere Informationen                                |
| -------------- | ------- | ----------------------------------------------------------------------------------------------- | -------------------------------------------------------------------------- | ----------------------- | ------------------------------------ | --------------------------------------------------------------------------- |
|                | 01      | Ensemble Gratsch                                                                                |                                                                            |                         |                                      |                                                                             |
|                | 01.01   | Restauration Thurnerhof                                                                         | Laurinstraße 117 46° 41′ 24″ N, 11° 8′ 37,5″ O                             | 1909                    | Musch & Lun                          |                                                                             |
|                | 01.02   | Thurnerschlössel                                                                                | Laurinstraße 115                                                           | 1921                    | Arch. Petek                          |                                                                             |
|                | 01.03   | Alte Gemeinde von Gratsch                                                                       | Laurinstraße 86                                                            |                         |                                      | ehemaliges Rathaus von Gratsch                                              |
|                | 01.04   | Haus Rubein                                                                                     | Walser-Straße 1                                                            | 1912                    | J. Nössing                           | Haus Rubin                                                                  |
|                | 01.05   | Villa Adelheide                                                                                 | Leitergasse 2                                                              | um 1900                 |                                      |                                                                             |
|                | 02      | Ensemble Martinsbrunn                                                                           |                                                                            |                         |                                      |                                                                             |
|                | 02.01   | Wohnhaus Pircher                                                                                | Laurinstraße 63                                                            | 1914                    | Anton Fritz (1849–1912)              |                                                                             |
|                | 02.02   | Pförtnerhaus Martinsbrunn                                                                       | Laurinstraße 72 46° 41′ 4,9″ N, 11° 8′ 45,8″ O                             | 1910                    | Musch & Lun                          |                                                                             |
|                | 02.03   | Provinzhaus der Barmherzigen Schwestern und der gegenüber liegende Pflanzerhof                  | Laurinstraße 77–79 46° 40′ 59,9″ N, 11° 8′ 47,4″ O                         |                         |                                      |                                                                             |
|                | 03      | Ensemble Unterm Berg                                                                            |                                                                            |                         |                                      |                                                                             |
|                | 03.01   | ex. Stadtmuseum                                                                                 | Galileistraße 43                                                           | 1910                    | Musch & Lun                          | ursprünglich ein Kindergarten, von 1911 bis 1988 Sitz des Stadtmuseums      |
|                | 03.02   | Grundschule „Franz Tappeiner“                                                                   | Galileistraße 47                                                           |                         |                                      |                                                                             |
|                | 03.03   | Haus Robba                                                                                      | Galileistraße 56–58                                                        | 1934                    | Arch C. Bächler                      |                                                                             |
|                | 03.04   | Wohnhaus                                                                                        | Galileistraße 68                                                           | 1937                    | K. Janeschik                         |                                                                             |
|                | 03.05   | Villa Pezzey                                                                                    | Galileistraße 70                                                           |                         |                                      |                                                                             |
|                | 03.06   | Ansitz Bärenstein                                                                               | Galileistraße 74                                                           | 1911                    | Arch. H. Hoffman                     |                                                                             |
|                | 03.07   | Villa Cainelli                                                                                  | Galileistraße 76–78                                                        | 1935                    |                                      |                                                                             |
| weitere Bilder | 03.08   | Ottmanngut                                                                                      | Giuseppe-Verdi-Straße 22                                                   | vor 1871                |                                      |                                                                             |
|                | 03.09   | Pension Paradiso                                                                                | Giuseppe-Verdi-Straße 34                                                   | 1904                    |                                      |                                                                             |
|                | 03.10   | Ladurner Hof                                                                                    | Giuseppe-Verdi-Straße 50–52                                                |                         |                                      |                                                                             |
|                | 03.11   | Villa (Landhaus Ing. Dietz)                                                                     | Giuseppe-Verdi-Straße 68                                                   | 1904                    | Musch & Lun                          |                                                                             |
|                | 04      | Ensemble Karl-Wolf-Straße                                                                       |                                                                            |                         |                                      |                                                                             |
|                | 04.01   | Wosching-Haus                                                                                   | Karl-Wolf-Straße 1–3                                                       | 1912                    | Arch. Hoffman                        |                                                                             |
|                | 04.02   | Villa Solger                                                                                    | Karl-Wolf-Straße 5                                                         | 1887                    | Musch & Lun                          |                                                                             |
|                | 04.03   | Haus Wieser                                                                                     | Karl-Wolf-Straße 11–13                                                     | 1896 (1899)             | (Cölestin Recla)                     |                                                                             |
|                | 04.04   | Villa Schnitzer                                                                                 | Goethestraße 6                                                             | 1869 (1896)             | Arch. Karl Moeser (C. Recla)         |                                                                             |
|                | 04.05   | St.-Josephs-Heim                                                                                | Karl-Wolf-Straße 2                                                         | 1902                    | C. Recla                             |                                                                             |
|                | 04.06   | Villa Bux                                                                                       | Karl-Wolf-Straße 23–25                                                     | 1912                    | Arch. C. Bächler                     |                                                                             |
| weitere Bilder | 04.07   | Haus Laurin                                                                                     | Otto-Huber-Straße 90                                                       | 1906                    | J. Mattmann                          |                                                                             |
|                | 04.08   | Hermannsburg                                                                                    | Otto-Huber-Straße 33–35 46° 40′ 33,2″ N, 11° 9′ 26,3″ O                    | vor 1909                | Arch. Dietz & Hoffmann               | Eintrag im Monumentbrowser auf der Website des Südtiroler Landesdenkmalamts |
| weitere Bilder | 04.09   | Haus Dietz                                                                                      | Karl-Wolf-Straße 33–35                                                     | 1911                    | Arch. Dietz                          |                                                                             |
|                | 04.10   | Gemassmer                                                                                       | Otto-Huber-Straße 37                                                       | 1908                    | Pietro Delugan & Candidus Bächler    |                                                                             |
|                | 04.11   | Villa Johannesburg                                                                              | Otto-Huber-Straße 41                                                       | 1908                    | Arch. Dietz & Hoffmann               |                                                                             |
|                | 04.12   | Haus Gottardi                                                                                   | Otto-Huber-Straße 92–94                                                    | 1936                    | Arch. Adalbert Erlebach              |                                                                             |
|                | 04.13   | Villa Hohenegger                                                                                | Giuseppe-Verdi-Straße 1                                                    |                         |                                      |                                                                             |
| weitere Bilder | 04.14   | Villa Altenburg                                                                                 | Karl-Wolf-Straße 65                                                        | 1914                    | Arch A. Pardatscher                  |                                                                             |
| weitere Bilder | 04.15   | Villa Holzknecht                                                                                | Karl-Wolf-Straße 63                                                        | 1925                    | Arch. A. Hoffman                     |                                                                             |
| weitere Bilder | 04.16   | Villa Spechtenhauser                                                                            | St.-Franziskus-Straße 13                                                   | 1914                    | Arch. A. Hoffman                     |                                                                             |
|                | 05      | Ensemble Städt. Krankenhaus                                                                     |                                                                            |                         |                                      |                                                                             |
|                | 05.01   | Altes Krankenhaus                                                                               | Goethestraße 50                                                            | 1902–1905               | Musch & Lun                          |                                                                             |
|                | 05.01.A | Baum                                                                                            |                                                                            |                         |                                      |                                                                             |
|                | 05.02   | Doblhof                                                                                         | Rossinistraße 7                                                            |                         |                                      |                                                                             |
|                | 06      | Ensemble Goethe-Straße                                                                          |                                                                            |                         |                                      |                                                                             |
| weitere Bilder | 06.01   | Villa Elisabeth                                                                                 | Goethestraße 24–26                                                         | 1898                    | J. Mattmann                          |                                                                             |
|                | 06.02   | Villa Kirchner                                                                                  | Goethestraße 28–36                                                         | 1903                    | J. Mattmann                          |                                                                             |
|                | 07      | Ensemble Alpinistraße                                                                           |                                                                            |                         |                                      |                                                                             |
|                | 08      | Ensemble Meinhardstraße                                                                         |                                                                            |                         |                                      |                                                                             |
|                | 08.01   | Wohnhaus                                                                                        | Meinhardstraße 162                                                         | 1914                    | Arch. Ed. Hofele                     |                                                                             |
|                | 08.02   | Wohnhaus                                                                                        | Meinhardstraße 168                                                         | 1909                    | Delugan & Bächler                    |                                                                             |
|                | 09      | Ensemble Bahnhof                                                                                |                                                                            |                         |                                      |                                                                             |
|                | 09.01   | Nebengebäude Hauptbahnhof                                                                       | Bahnhofplatz 1                                                             | 1906                    | Baurat Chabert – Wien                |                                                                             |
|                | 09.02   | Etschwerke AG                                                                                   | Laurinstraße 1                                                             | 1898                    | Musch & Lun                          |                                                                             |
|                | 10      | Ensemble Städt. Schlachthof                                                                     |                                                                            |                         |                                      |                                                                             |
|                | 10.01   | Schlachthof mit Nebengebäuden                                                                   | St.-Josef-Straße 1                                                         | 1905                    | Musch & Lun                          |                                                                             |
|                | 11      | Ensemble Städt. Schwimmbad                                                                      |                                                                            |                         |                                      |                                                                             |
|                | 11.01   | Städt. Schwimmbad                                                                               | Schwimmbadstraße 38                                                        | 1929                    | Bauamt Gemeinde Meran                |                                                                             |
|                | 11.02   | Alter Schießstand                                                                               | Schiessstand-Straße 1                                                      | 1882                    | Musch & Lun                          |                                                                             |
|                | 12      | Ensemble Stadterweiterung Ende 19. Jahrhundert                                                  |                                                                            |                         |                                      |                                                                             |
|                | 12.01   | Villa Bürgerheim                                                                                | Carduccistraße 8–18                                                        | 1880                    | Arch. K. Moeser                      | lt. Pixner Pertoll Villa Bürgerhaus, Carduccistraße 8                       |
|                | 12.02   | Villa Hauger                                                                                    | Freiheitsstraße 99–103–105, Ruprechtstr.11                                 | 1885                    | Carl Lun                             |                                                                             |
|                | 12.03   | Nebengebäude – Alte Therme                                                                      | Otto-Huber-Straße 11–13                                                    | 1896 (1899)             | (C. Recla)                           |                                                                             |
|                | 12.04   | Villa Gufler                                                                                    | Passerpromenade 88–90                                                      | 1875                    | Karl Moeser                          |                                                                             |
|                | 12.05   | Wohnhaus                                                                                        | Carduccistraße 39                                                          | 1892                    | C. Recla                             |                                                                             |
|                | 12.06   | Villa Tyrol                                                                                     | Carduccistraße 35                                                          | 1891                    | C. Recla                             |                                                                             |
|                | 12.07   | Villa Helia                                                                                     | 30.-April-Straße 5–7                                                       | 1890                    | Anton Mayer                          | Ehemals Villa Greiff                                                        |
|                | 12.08   | Villa Belvedere                                                                                 | Passerpromenade 104, Speckbacher-Straße 17 46° 40′ 5,9″ N, 11° 9′ 1,8″ O   | 1897                    | J. Giovannini                        | Eintrag im Monumentbrowser auf der Website des Südtiroler Landesdenkmalamts |
|                | 12.09   | Wohnhaus                                                                                        | Freiheitsstraße 188–188a, 30.-April-Straße 15a                             | 1883                    | Arch. K. Moeser                      |                                                                             |
|                | 12.10   | Wohnhaus                                                                                        | Frächtergasse 1                                                            | 1886                    | Arch. K. Moeser                      |                                                                             |
|                | 12.11   | Grundschule „A. Schweitzer“ – ex Hotel Stadt München                                            | 30.-April-Straße 19–23                                                     | 1887                    | Tobias Brenner                       |                                                                             |
|                | 12.12   | Villa Hoch                                                                                      | Meinhardstraße 35–37                                                       |                         |                                      |                                                                             |
|                | 12.13   | Wohnhaus                                                                                        | Meinhardstraße 134–144                                                     | 1885                    | J. Giovannini                        |                                                                             |
|                | 12.14   | Villa Bernina                                                                                   | Alpinistraße 15–15a                                                        | 1913                    | Claudius Bächler und Emil Heinrich   |                                                                             |
|                | 12.15   | ex Pension Bellaria – Villa Gothensitz                                                          | Freiheitsstraße 184b – Otto-Huber-Straße 9–13                              | 1911–1912               | Hans Hoffmann – Musch & Lun          |                                                                             |
|                | 12.16   | Marein                                                                                          | Otto-Huber-Straße 20                                                       | 1882                    | Arch. K. Moeser                      |                                                                             |
|                | 12.17   | Wohnhaus                                                                                        | Meinhardstraße 40–42–60–62–64–66 46° 40′ 21,9″ N, 11° 9′ 28,1″ O           | 1911                    | Anton Fritz                          |                                                                             |
|                | 12.18   | Villa Mignon                                                                                    | Otto-Huber-Straße 19                                                       | 1895                    | Delugan – J. Giovannini              |                                                                             |
|                | 12.19   | Villa Wallenstein                                                                               | Otto-Huber-Straße 56                                                       | 1894                    | J. Giovannini                        |                                                                             |
|                | 12.20   | Elisabethheim                                                                                   | Otto-Huber-Straße 56a–64                                                   | 1910                    | Musch & Lun                          |                                                                             |
|                | 12.21   | Wohnhaus                                                                                        | Otto-Huber-Straße 23                                                       | 1895                    | J. Giovannini                        | Villa Stubai                                                                |
|                | 12.22   | Wohnhaus                                                                                        | Otto-Huber-Straße 25                                                       | 1896                    | J. Giovannini                        |                                                                             |
|                | 12.23   | ex Pension Bel-Sit                                                                              | Franz-Pendl-Straße 2 46° 40′ 27,7″ N, 11° 9′ 21,5″ O                       | 1898                    | Vaja & Gruber                        | Eintrag im Monumentbrowser auf der Website des Südtiroler Landesdenkmalamts |
|                | 12.24   | R. Hartmann                                                                                     | Alpinistraße 29–31                                                         | 1897                    | Pietro Delugan                       |                                                                             |
|                | 13      | Ensemble Kurpromenade                                                                           |                                                                            |                         |                                      |                                                                             |
| weitere Bilder | 13.01   | Juwelier Frühauf                                                                                | Sandplatz 22                                                               | 1890                    |                                      |                                                                             |
|                | 14      | Ensemble Gilf                                                                                   |                                                                            |                         |                                      |                                                                             |
|                | 14.01   | Haus Magnoler                                                                                   | Winterpromenade 41–43                                                      | 1872                    | Arch. K. Moeser                      |                                                                             |
|                | 14.02   | Felseneck – Villa Weiss                                                                         | Zenobergstraße 7                                                           | 1882                    | Arch. K. Moeser                      |                                                                             |
|                | 14.03   | Villa Johannesberg – Cafe Gilf                                                                  | Winterpromenade 45–51                                                      | 1886 (1900)             | (Musch & Lun)                        |                                                                             |
|                | 14.04   | Ortenstein                                                                                      | Franz-Tappeiner-Promenade 2                                                | 1887                    |                                      |                                                                             |
|                | 15      | Ensemble Maiastraße                                                                             |                                                                            |                         |                                      |                                                                             |
| weitere Bilder | 15.01   | Hauptpostamt                                                                                    | Romstraße 2–6 46° 40′ 8,8″ N, 11° 9′ 48,6″ O                               | 1912                    |                                      | Eintrag im Monumentbrowser auf der Website des Südtiroler Landesdenkmalamts |
|                | 15.02   | Telecom                                                                                         | Romstraße 10                                                               | 1930                    | Ing. A. Moro                         |                                                                             |
|                | 15.03   | "Ex Casa del Fascio"                                                                            | Romstraße 1                                                                | 1931                    |                                      |                                                                             |
|                | 15.04   | Villa Annenburg                                                                                 | Magnus-Ortwein-Straße 9–11                                                 | 1877 (1932)             | Arch. K. Moeser (Arch. Bauer Petek)  | Villa Annaburg                                                              |
|                | 15.05   | Villa Lugeck                                                                                    | Magnus-Ortwein-Straße 1–3                                                  | 1877 (1932)             | Arch. K. Moeser (Arch. Bauer Petek)  |                                                                             |
|                | 15.06   | Villa Dießbacher                                                                                | Maiastraße 1                                                               | 1934                    | Arch. W. Norden                      | Ausführung durch Hermann Delugan                                            |
|                | 15.07   | Villa Regensburg                                                                                | Maiastraße 3                                                               | 1909                    |                                      |                                                                             |
|                | 15.08   | Villa Weingarten – Alpenheim                                                                    | Maiastraße 7 – Pius-Zingerle-Straße 2                                      | 1899                    |                                      |                                                                             |
|                | 15.09   | Villa Brenner                                                                                   | Maiastraße 11                                                              | 1897                    | Tobias Brenner                       |                                                                             |
|                | 15.10   | Villa Unterauer                                                                                 | Maiastraße 4                                                               | 1899                    |                                      |                                                                             |
| weitere Bilder | 15.11   | Villa Sellnitz                                                                                  | Maiastraße 8                                                               | 1897                    | Tobias Brenner                       |                                                                             |
|                | 15.12   | Villa Nora                                                                                      | Maiastraße 6                                                               | 1897                    | Tobias Brenner                       |                                                                             |
|                | 15.13   | Villa Palma – Skandinavia                                                                       | Maiastraße 11A                                                             | 1910                    | E. Heinrich                          |                                                                             |
| weitere Bilder | 15.14   | Villa Ottoburg                                                                                  | Maiastraße 12                                                              | 1905                    | Tobias Brenner                       | Franz Kafka wohnte hier von April bis Juni 1920                             |
|                | 15.15   | Villa „Jägersheim“                                                                              | Tobias-Brenner-Straße 24                                                   | vor 1910                | Tobias Brenner                       |                                                                             |
|                | 15.16   | Villa Heidelberg                                                                                | Tobias-Brenner-Straße 22                                                   | 1907                    | Tobias Brenner                       |                                                                             |
|                | 15.17   | Villa Hartmann                                                                                  | Tobias-Brenner-Straße 1                                                    | 1906                    | Musch & Lun                          |                                                                             |
|                | 15.18   | Ex Blumau                                                                                       | Romstraße 41–45                                                            | vor 1907                | Tobias Brenner                       |                                                                             |
|                | 15.19   | Wohn- und Geschäftshaus                                                                         | Romstraße 49–51                                                            | 1906                    | J. Covi                              |                                                                             |
|                | 15.20   | Villa Capri                                                                                     | Maiastraße 14                                                              | 1912                    | Arch A. Hoffmann                     |                                                                             |
| weitere Bilder | 15.21   | Kellerei Meran                                                                                  | St.-Markus-Straße 9–13                                                     | 1912                    | Arch. Pardascher u. Pfretschner      |                                                                             |
|                | 15.22   | Villa Duse                                                                                      | Maiastraße 16                                                              | 1932                    | Arch. F. Lottersberger               |                                                                             |
|                | 15.23   | Villa E. Weiser                                                                                 | St.-Markus-Straße 20                                                       | 1913                    | Arch H. Hoffmann                     |                                                                             |
|                | 15.24   | Villa Hölzl                                                                                     | Schafferstraße 7                                                           | 1923                    | J. Bauer, Fr. Petek                  |                                                                             |
|                | 15.25   | Eurotel                                                                                         | Garibaldistraße 1–29, Thermenstraße 5–21                                   | 1958–59                 | Armando Ronca                        |                                                                             |
|                | 16      | Ensemble Grabmayr – St.-Katharina-Straße                                                        |                                                                            |                         |                                      |                                                                             |
|                | 16.00.A | Garten                                                                                          | F. Innerhofer-Straße 1                                                     |                         |                                      |                                                                             |
|                | 16.00.B | Garten                                                                                          | Karl-Grabmayr-Straße 9                                                     |                         |                                      |                                                                             |
|                | 16.00.C | Garten                                                                                          | Karl-Grabmayr-Straße 10                                                    |                         |                                      |                                                                             |
| weitere Bilder | 16.01.A | Sissi Statue                                                                                    |                                                                            |                         |                                      |                                                                             |
|                | 16.01   | Café Elisabeth – Sissi-Statue                                                                   | Sommerpromenade 2                                                          | Jh.-Wende               |                                      |                                                                             |
|                | 16.02   | Kulturzentrum – ex Mädchenschule                                                                | Cavourstraße 1–3                                                           | 1887                    | Arch. K. Moeser                      |                                                                             |
|                | 16.03   | ex Verkaufsgewölbe Probst                                                                       | Cavourstraße 47–49 – Plankensteinstraße 5–7 46° 40′ 5,3″ N, 11° 9′ 59,1″ O | Ende 19. Jahrhundert    | Tobias Brenner                       |                                                                             |
|                | 16.04   | Villa Erika                                                                                     | Cavourstraße 53–61                                                         | (1913)                  |                                      |                                                                             |
|                | 16.05   | Sanatorium Stephanie                                                                            | Cavourstraße 12–14                                                         | 1882 (1904, 1910, 1913) | (Birkenstaedt und Delugan)           | heute Antoniusklinik                                                        |
|                | 16.06   | Grundschule „G. Pascoli“                                                                        | Weingartenstraße 1–3                                                       | 1903 (1914)             | Ing. Karl Fischer (Arch. C. Bächler) |                                                                             |
|                | 16.07   | Villa Hans Brenner Malli                                                                        | Karl-Grabmayr-Straße 8                                                     | 1929                    | Arch A. Erlebach                     |                                                                             |
|                | 16.08   | Villa Hilda                                                                                     | Tobias-Brenner-Straße 25                                                   | 1932 (1951)             | (Arch. Herrmann Delugan)             |                                                                             |
|                | 16.09   | Villa Delugan                                                                                   | Tobias-Brenner-Straße 21                                                   | 1932                    | P. Delugan                           |                                                                             |
|                | 16.10   | Villa Lithuania                                                                                 | Karl-Grabmayr-Straße 23                                                    | 1910                    |                                      |                                                                             |
|                | 16.11   | Villa Rheingold                                                                                 | Karl-Grabmayr-Straße 25                                                    | 1907                    | C. Recla                             |                                                                             |
|                | 16.12   | Villa Walküre                                                                                   | Karl-Grabmayr-Straße 27–29                                                 | 1909                    | E. Höfele                            |                                                                             |
|                | 16.13   | Villa Vergissmeinnicht, Ginistrelli                                                             | Karl-Grabmayr-Straße 14                                                    | 1891 (20er)             | (Arch. Bauer & Petek)                |                                                                             |
|                | 16.14   | Villa Vindobona                                                                                 | Karl-Grabmayr-Straße 16                                                    | 1890                    | Arch. Hummel                         |                                                                             |
|                | 16.15   | Villa Hohlstein                                                                                 | F. Defregger-Straße 1A                                                     | 1911                    | A. Fritz                             |                                                                             |
|                | 16.16   | Villa Imma – Clematis                                                                           | St.-Markus-Straße 28                                                       | Jh. Wende               |                                      |                                                                             |
|                | 16.17   | Villa Solitude                                                                                  | Schafferstraße 10–12                                                       | 1896                    | Tobias Brenner                       |                                                                             |
|                | 16.18   | Villa Sonnenhof                                                                                 | Schafferstraße 16–22                                                       | 1901                    | J. Mattmann                          |                                                                             |
| weitere Bilder | 16.19   | Villa Tobias Hubertus                                                                           | Schafferstraße 32                                                          | 1896                    | Tobias Brenner                       |                                                                             |
| weitere Bilder | 16.20   | Villa Toscana                                                                                   | Schafferstraße 34                                                          | 1906                    | Arch A. Hoffmann                     |                                                                             |
| weitere Bilder | 16.21   | Villa Holbein                                                                                   | Karl-Grabmayr-Straße 22                                                    | 1893                    | Tobias Brenner                       |                                                                             |
|                | 16.22   | Villa Miravalle                                                                                 | Karl-Grabmayr-Straße 51                                                    | 1894                    | Tobias Brenner                       |                                                                             |
|                | 16.23   | Villa Zuegg                                                                                     | Laugenstraße 3–3A                                                          | 1913 (1980)             | Arch A. Erlebach                     |                                                                             |
|                | 16.24   | Villa Erlebach                                                                                  | Parinistraße 6                                                             | 1932                    | Arch A. Erlebach                     |                                                                             |
|                | 16.25   | Villa Platzer                                                                                   | Laugenstraße 7 46° 39′ 47,9″ N, 11° 10′ 9,8″ O                             | 1934                    | Arch A. Erlebach                     |                                                                             |
|                | 16.26   | Steffyhof                                                                                       | St.-Katharina-Straße 2                                                     | 1897                    | C. Recla                             |                                                                             |
| weitere Bilder | 16.27   | Villa Panfill                                                                                   | St.-Katharina-Straße 5                                                     | 1924                    | Arch. H. Hoffmann                    |                                                                             |
|                | 16.28   | Villa Dr. Bron                                                                                  | St.-Katharina-Straße 4                                                     | 1895                    | P. Delugan                           |                                                                             |
|                | 16.29   | Villa Horstmann                                                                                 | St.-Katharina-Straße 7                                                     | 1911                    | Arch. H. Hoffmann                    |                                                                             |
|                | 16.30   | Villa Schaede                                                                                   | St.-Katharina-Straße 9                                                     | 1897                    | P. Delugan                           |                                                                             |
|                | 16.31   | Villa Gilmozzi                                                                                  | St.-Katharina-Straße 8                                                     | 1896                    | T. Gilmozzi                          |                                                                             |
|                | 16.32   | Villa Brunhilde                                                                                 | Mittelweg 6                                                                | 1907                    |                                      |                                                                             |
|                | 16.33   | Wohnhaus                                                                                        | Sybillastraße 4 46° 39′ 43,3″ N, 11° 10′ 1,5″ O                            | ca. 1915                |                                      | Villa Sybille                                                               |
|                | 16.34   | Wohnhaus                                                                                        | Sybillastraße 2 46° 39′ 43,7″ N, 11° 10′ 0,8″ O                            | 1912                    | F. Nössing                           | Villa Wartholz                                                              |
|                | 16.35   | Villa Glatter                                                                                   | Loorbergasse 6                                                             | 1910                    | F. Wilhelm                           |                                                                             |
|                | 16.36   | Villa Dolomitenblick                                                                            | Loorbergasse 27                                                            | 1934                    | J. Fontana                           |                                                                             |
|                | 16.37   | Wohnhaus Faes                                                                                   | St.-Katharina-Straße 23–25                                                 | 1909                    | Fontana                              |                                                                             |
| weitere Bilder | 16.38   | Villa Nösing                                                                                    | St.-Katharina-Straße 16                                                    | 1910                    |                                      |                                                                             |
|                | 17      | Ensemble Pfarrwidum Untermais                                                                   |                                                                            |                         |                                      |                                                                             |
|                | 17.01   | Grundschule „Erckert-Negrelli“                                                                  | Romstraße 128                                                              | 1911                    |                                      |                                                                             |
|                | 18      | Ensemble Winkelweg                                                                              |                                                                            |                         |                                      |                                                                             |
| weitere Bilder | 18.01   | Helenenhöhe                                                                                     | Cavourstraße 69–71                                                         | 1887 (1927)             | Josef Giovannini                     |                                                                             |
|                | 18.02   | Villa Weinberg                                                                                  | Winkelweg 8                                                                | 1887                    |                                      |                                                                             |
|                | 18.03   | Villa Thornton Nebengebäude                                                                     | Winkelweg 20                                                               |                         |                                      | Eintrag im Monumentbrowser auf der Website des Südtiroler Landesdenkmalamts |
|                | 18.04   | Villa Mercedes Nebengebäude                                                                     | Winkelweg 39                                                               | 1906                    | J. Mattmann                          |                                                                             |
| weitere Bilder | 18.05   | Villa Pristinger Helioburg                                                                      | Waalweg 16                                                                 |                         |                                      | Sterbehaus von Christian Morgenstern                                        |
|                | 18.06   | Ex-Hotel Mendelhof                                                                              | Winkelweg 45–47                                                            | 1886                    | Musch & Lun                          |                                                                             |
|                | 18.07   | Angerheim                                                                                       | Winkelweg 38                                                               | 1887                    |                                      | Bauherr Karl Grabmayr                                                       |
|                | 18.08   | Villa Hubertus                                                                                  | Feldweg 1                                                                  | 1925                    | Oskar Huber                          |                                                                             |
|                | 18.09   | Villa Wartholz                                                                                  | Winkelweg 54                                                               | 1926                    | A. Erlebach                          |                                                                             |
|                | 18.10   | Villa Homann                                                                                    | Winkelweg 58–60                                                            | 1913                    | Musch & Lun                          |                                                                             |
|                | 18.11   | Villa General Weste                                                                             | Winkelweg 62                                                               | 1909                    | Wilhelm von Tettau                   | Haus Niedersachsen                                                          |
|                | 18.12   | Villa Winkelegg                                                                                 | Winkelweg 66                                                               | 1910                    | Musch & Lun                          |                                                                             |
|                | 18.13   | Villa Eden Gambir Oedik                                                                         | Winkelweg 68                                                               | 1925                    | Arch. C. Bächler                     |                                                                             |
|                | 19      | Ensemble Dante-Straße                                                                           |                                                                            |                         |                                      |                                                                             |
|                | 19.00.A |                                                                                                 |                                                                            |                         |                                      |                                                                             |
| weitere Bilder | 19.01   | Trutzmauerhof                                                                                   | Fluggigasse 11–17                                                          | 1888                    | C. Recla                             |                                                                             |
|                | 19.02   | Villa Beatrice – Weyerburg                                                                      | Dante-Alighieri-Straße 38                                                  | 1911                    | Arch C. Städler                      |                                                                             |
|                | 19.03   | Villa Schulte                                                                                   | Dante-Alighieri-Straße 45                                                  | 1912                    | Arch Adalbert Erlebach               | Bauherr Johann Friedrich von Schulte                                        |
|                | 19.04   | Villa Eckheim                                                                                   | Dante-Alighieri-Straße 55                                                  | Jh. Wende               |                                      |                                                                             |
|                | 19.05   | Villa Diana – Haus Ladurn                                                                       | Dante-Alighieri-Straße 68                                                  | 1898                    | P. Gilmozzi                          |                                                                             |
|                | 19.06   | Villa Weingut                                                                                   | Dante-Alighieri-Straße 74                                                  | 1909                    |                                      |                                                                             |
|                | 19.07   | Villa Parzival                                                                                  | Dante-Alighieri-Straße 76                                                  | 1912                    |                                      |                                                                             |
| weitere Bilder | 19.08   | Villa Raimund                                                                                   | Dante-Alighieri-Straße 78                                                  | 1912                    | P. Gilmozzi                          |                                                                             |
|                | 19.09   | Villa Hochhütt                                                                                  | Dante-Alighieri-Straße 63                                                  | 1909                    | Dietz & Hoffmann                     |                                                                             |
|                | 19.10   | Villa Weingut                                                                                   | Dante-Alighieri-Straße 69                                                  | 1909                    | Johann Laner                         |                                                                             |
|                | 20      | Ensemble St.-Georgen-Straße                                                                     |                                                                            |                         |                                      |                                                                             |
|                | 20.01   | Schweizerhaus                                                                                   | St.-Georgen-Straße 7                                                       | Jh. Wende               |                                      |                                                                             |
|                | 20.02   | Villa Weinhart                                                                                  | St.-Georgen-Straße 9                                                       | 1885 (1914)             | Carl Lun                             |                                                                             |
|                | 20.03   | Villa Spreranza – Hotel Rosengarten                                                             | St.-Georgen-Straße 3–5                                                     | 1897                    | Arch K. Moeser                       |                                                                             |
|                | 20.04   | Villa Edeltraud                                                                                 | St.-Georgen-Straße 1                                                       | 1880 (1888)             | (Arch. C. Giovannini)                |                                                                             |
|                | 20.05   | Villa Abel                                                                                      | Steinerner Steg 1–11                                                       | Jh-Wende                |                                      |                                                                             |
|                | 20.06   | Villa Josephus                                                                                  | Kirchsteig 4–10                                                            | 1886                    | Arch. Anton Mayer                    |                                                                             |
|                | 20.07   | Maiser Knabenschulhaus – ehemalige Mittelschule Obermais, heute Kindergarten Meran/Cavourstraße | Cavourstraße 54–58                                                         | 1904                    | Musch & Lun                          |                                                                             |
|                | 20.08   | Schillerhof                                                                                     | Cavourstraße 97–99                                                         | 1871                    | Arch. K. Moeser                      | Erstbesitzer Oskar von Redwitz                                              |
|                | 20.08.A | Statue                                                                                          |                                                                            |                         |                                      |                                                                             |
|                | 20.09   | Rebhof                                                                                          | Kirchsteig 25                                                              | 1870                    | Arch. K. Moeser                      |                                                                             |
|                | 20.10   | Hotel Nido – ex Villa Niedl                                                                     | H.Gilm-Weg 6                                                               | 1885 (1930)             | Musch & Lun (Hoffmann & Janeschitz)  |                                                                             |
|                | 20.11   | Hotel Adria                                                                                     | H.-Gilm-Weg 2                                                              | 1895                    | Musch & Lun                          |                                                                             |
|                | 20.12   | Waldnerhof                                                                                      | St.-Georgen-Straße 32                                                      | 1926                    | Ing. Adolf Kaunz                     |                                                                             |
|                | 20.13   | Villa Dr. Haller                                                                                | Beda-Weber-Straße 11                                                       | 1883                    | Musch & Lun                          |                                                                             |
|                | 20.14   | Villa Volandsegg                                                                                | Beda-Weber-Straße 1–3                                                      | 1886                    | Musch & Lun                          |                                                                             |
|                | 21      | Ensemble Vergilstraße                                                                           |                                                                            |                         |                                      |                                                                             |
|                | 21.01   | Villa Erkerhaus                                                                                 | Vergilstraße 11–15                                                         | 1868                    | Arch K. Moeser                       |                                                                             |
|                | 21.02   | Villa Jaufenburg                                                                                | Vergilstraße 25–27                                                         | 1898                    | Hans Reich                           |                                                                             |
|                | 21.03   | Villa Rotheck                                                                                   | Schönblickstraße 1                                                         | 1897                    | Tomasini Domenico                    |                                                                             |
|                | 21.04   | Pension Christomannos                                                                           | Vergilstraße 29                                                            | 1887                    | Zöttel                               |                                                                             |
|                | 21.05   | Villa Geilhoer – Buenos Aires                                                                   | Vergilstraße 34                                                            | 1910                    |                                      |                                                                             |
|                | 21.06   | Villa Tell                                                                                      | Vergilstraße 38                                                            | 1908                    |                                      |                                                                             |
|                | 21.07   | Villa Gilmozzi                                                                                  | Vergilstraße 40                                                            | 1924                    | Pietro Gilmozzi                      |                                                                             |
|                | 21.08   | Sophie Ploner Stiftung                                                                          | Johann-Baptist-Rufin-Straße 7                                              | 1907                    | Musch & Lun                          |                                                                             |
|                | 21.09   | Kaufmannstiftung – Villa Meister                                                                | Schönblickstraße 19–21                                                     | 1897                    |                                      |                                                                             |
|                | 22      | Ensemble Priamiweg                                                                              |                                                                            |                         |                                      |                                                                             |
|                | 22.01   | Villa Mendel                                                                                    | Montaniweg 2                                                               | 1912 (1927)             | (Arch A. Erlebach)                   |                                                                             |
|                | 22.02   | Isenstein                                                                                       | Montaniweg 4                                                               | 1925                    | Arch A. Erlebach                     |                                                                             |
|                | 23      | Ensemble Schloss Planta                                                                         |                                                                            |                         |                                      |                                                                             |
|                | 24      | Ensemble Reichenbachgasse                                                                       |                                                                            |                         |                                      |                                                                             |
|                | 24.01   | Villa Kaiser                                                                                    | Reichenbachgasse 6–8                                                       |                         |                                      |                                                                             |
|                | 24.02   | Villa Torggler                                                                                  | Reichenbachgasse 16                                                        | 1890                    | Hans Reich                           |                                                                             |
|                | 24.03   | Liechteneck                                                                                     | Reichenbachgasse 22                                                        | 1897                    |                                      |                                                                             |
|                | 25      | Ensemble Leichtergasse                                                                          |                                                                            |                         |                                      |                                                                             |
|                | 25.01   | Villa Marienruhe                                                                                | Leichtergasse 4                                                            | 1880                    | C. Recla                             | Alterswohnsitz von Mary Howitt                                              |
|                | 25.02   | Villa Virginia                                                                                  | Christomannosstraße 13                                                     | 1880                    | Franz Lewy Hoffmann                  |                                                                             |
|                | 25.03   | Leichterhof                                                                                     | Leichtergasse 10                                                           | vor 1886                |                                      |                                                                             |
|                | 25.04   | Sonnenhof                                                                                       | Leichtergasse 3                                                            |                         |                                      |                                                                             |
|                | 25.05   | Villa Mathilde                                                                                  | Leichtergasse 12                                                           | 1885                    | Musch & Lun                          | Alterswohnsitz von Rudolf Slatin                                            |
|                | 25.06   | Villa Schilde                                                                                   | Christomannosstraße 17                                                     | 1880                    | Franz Lewy Hoffmann                  |                                                                             |
|                | 26      | Ensemble Schloss Rubein                                                                         |                                                                            |                         |                                      |                                                                             |
|                | 27      | Ensemble Schloss Pienzenau                                                                      |                                                                            |                         |                                      |                                                                             |
|                | 28      | Ensemble Stifterhof                                                                             |                                                                            |                         |                                      |                                                                             |
|                | 28.01   | Pension Angelika                                                                                | Ifinger Straße 10, Schennastraße 36                                        | 1899                    | P. Delugan                           |                                                                             |
|                | 28.02   | Villa Stifter                                                                                   | Schennastraße 38                                                           | 1911                    | Arch. A. Erlebach                    |                                                                             |
|                | 28.03   | Villa Colorado und Nebengebäude Föhrenegg                                                       | Plantastraße 3–5                                                           | 1901                    | Ing. H. Elting                       |                                                                             |
|                | 29      | Ensemble Stadlerhof                                                                             |                                                                            |                         |                                      |                                                                             |
| weitere Bilder | 29.01   | Wohnhaus                                                                                        | St.-Valentin-Straße 10–12                                                  | vor 1882                |                                      | Eintrag im Monumentbrowser auf der Website des Südtiroler Landesdenkmalamts |
|                | 30      | Ensemble Schloss Labers                                                                         |                                                                            |                         |                                      |                                                                             |
|                | 30.01   | Blockhaus                                                                                       | Labersstraße 23                                                            |                         |                                      |                                                                             |
|                | 30.02   | Nebenhaus Schloss Labers                                                                        | Labersstraße 27                                                            |                         |                                      |                                                                             |
|                | 31      | Ensemble St. Valentin – Schloss Rametz                                                          |                                                                            |                         |                                      |                                                                             |
| weitere Bilder | 32      | Ensemble Trauttmannsdorff                                                                       |                                                                            |                         |                                      | Eintrag im Monumentbrowser auf der Website des Südtiroler Landesdenkmalamts |
|                | 33      | Ensemble Schloss Katzenstein                                                                    |                                                                            |                         |                                      |                                                                             |
|                | 34      | Ensemble Fragsburg                                                                              | 46° 38′ 18,2″ N, 11° 11′ 31,6″ O                                           |                         |                                      | Eintrag im Monumentbrowser auf der Website des Südtiroler Landesdenkmalamts |
|                | 35      | Ensemble Manzoni-Straße                                                                         |                                                                            |                         |                                      |                                                                             |
|                | 35.01   | Hotel Meranerhof                                                                                | Manzonistraße 1                                                            |                         |                                      |                                                                             |
|                | 35.02   | Villa Kaiserbrücke                                                                              | Manzonistraße 25–41                                                        | 1896                    | Arch. Frike                          |                                                                             |
|                | 35.03   | Villa Waldner                                                                                   | Manzonistraße 45                                                           | vor 1887                | C & J. Giovannini                    |                                                                             |
|                | 35.04   | Villa Wilhelmsheim                                                                              | Manzonistraße 109                                                          |                         |                                      |                                                                             |
| weitere Bilder | 36      | Ensemble Evangelischer Friedhof                                                                 | 46° 39′ 55,1″ N, 11° 8′ 51,7″ O                                            |                         |                                      | Eintrag im Monumentbrowser auf der Website des Südtiroler Landesdenkmalamts |
|                | 37      | Ensemble Pferderennplatz                                                                        |                                                                            |                         |                                      |                                                                             |
|                | 37.01   | Gebäude am Pferderennplatz                                                                      | Gampenstraße 84–92                                                         | 1936                    | Arch. Paolo Vietti Violi             |                                                                             |
|                | 37.02   | Kl. Tribüne Pferderennplatz                                                                     | Enrico-Toti-Straße                                                         |                         |                                      |                                                                             |
|                | 37.03   | Restaurant Sportplatz                                                                           | Piavestraße 50–54                                                          | vor 1909                |                                      |                                                                             |
|                | 37.04   | Restaurant Rössl                                                                                | Gampenstraße 103–105                                                       | 1908                    | Gustav Ludwig                        |                                                                             |
|                | 38      | Ensemble Pferdedorf                                                                             |                                                                            |                         |                                      |                                                                             |
|                | 39      | Ensemble Siedlungshäuser – Bäckergasse                                                          |                                                                            |                         |                                      |                                                                             |
|                | 40      | Ensemble Sinich                                                                                 |                                                                            |                         |                                      |                                                                             |
|                | 40.01   | „Dopolavoro operai“ Sportzone Sinich                                                            | Reichstraße 58                                                             | 1938                    | Bauamt Montecatini                   |                                                                             |
|                | 41      | Ensemble Gemeindefriedhof                                                                       |                                                                            |                         |                                      |                                                                             |
|                | 41.01   | Gebäude mit Kapelle                                                                             | St.-Josef-Straße 11                                                        | 1909                    | Musch & Lun                          |                                                                             |